# Белл, Ольга
О́льга Белл (урождённая Ольга Балашова, род. 3 октября 1983, Москва, СССР) — американский музыкант (пианистка), композитор и автор песен. Бывшая участница группы Dirty Projectors.

## Биография
Родилась в Москве. В семилетнем возрасте вместе с матерью иммигрировала в Анкоридж, Аляска.
На Аляске училась игре на фортепиано у русской пианистки Светланы Величко. В 2005 году окончила Консерваторию Новой Англии (Бостон), после чего переехала в Нью-Йорк и начала пробовать свои силы в популярной (в том числе электронной) музыке. Одновременно в течение пяти лет зарабатывала на жизнь уроками фортепиано и аккомпанированием в театре.
В 2007 году собранная ею группа выпустила мини-альбом Bell. В 2011 году вместе с Гуннаром Ольсеном (англ. Gunnar Olsen) и Джейсоном Нейзери (англ. Jason Nazary) выпустила электро-поп альбом Diamonite. Недолгое время была участницей поп-рок группы
Chairlift, после вошла в состав Dirty Projectors в качестве клавишницы и вокалистки. Также сотрудничала с мультиинструменталистом Томом Веком (дуэт Nothankyou).
В 2014 году выпустила этно-альбом Край, по словам самой Ольги, «фактически академическое произведение для ансамбля из 12 человек (хотя среди них есть и барабанщик, и басист, и гитарист)». Каждая композиция альбома посвящена одному из существовавших на тот момент краёв Российской Федерации. Созданию композиций предшествовала серьёзная подготовительная работа: «Я читала все, что могла; моя мама, у которой еще в Москве была своя радиопередача про музыку, рассказала мне про казаков, про их пение; плюс кто-то из ее друзей прислал мне целую папку полевых записей. Ну и так далее — я искала все, вплоть до каких-то звуков природы: помню, про Приморский край смотрела видео одного дальнобойщика, который на регистратор записал, как по лесу бегут тигры. А другой просто выложил видео с пением одной маленькой приморской птички — и я вставила ее партию в музыку, она звучит почти как гитара». Тексты нескольких композиций представляют собой фольклорные произведения, другие же — авторские (в работе над ними Ольге помогала её мать Марина).
Альбом получил положительные отзывы критиков, в частности, рецензент «Волны», отметив стилистическую эклектичность альбома («вспоминается не только Бельды — видно, что Ольге Белл очень помог опыт работы с Dirty Projectors и Chairlift, однако здесь видна и любовь к IDM, и композиторы-минималисты»), заключает, что «на выходе же довольно ироничным образом получается одна из лучших русскоязычных пластинок этого года».
В 2016 году выпустила третий студийный альбом Tempo, вернувшись к электронной музыке. «На третьей сольной пластинке Белл уходит в глитч и техно — в любом другом случае такие перемены вызвали бы недоумение, но эмоции от „Tempo“ Ольга прекрасно передаёт через обложку альбома, на которой артистка заговорщически улыбается и тем самым мастерски сбивает пафос. Белл черпает вдохновение у шведов The Knife и к нарочито неуклюжим „инструменталкам“ подмешивает некоторый толк идиосинкразии, а на ее вокальную манеру очевидно повлияли Карин Дрейер из все тех же The Knife и Бьорк…».